# 大平美樹
大平 美樹（おおひら みき、1981年6月28日 - ）は、日本女子の元陸上競技（長距離種目）・マラソンの選手である。愛媛県宇和島市（旧北宇和郡吉田町）出身。

## 略歴
レース中によく周りに疲れを感じさせない、微笑み走法でも有名である。長身を活かしたダイナミックなフォームから、解説者の増田明美曰く、日本版（和製）ラドクリフとも呼ばれつつある。
マラソン選手でオリンピック2大会連続代表（アテネ五輪・北京五輪）の土佐礼子の出身校でもある、松山商高に進学。高校2年時、インターハイの800mで入賞。
2000年に、これまた土佐の属している三井住友海上の陸上競技部に入部（大平は高卒で入部だが土佐は大卒での入部だった）。入部当初は駅伝メンバーにギリギリ入れる程度の実力で、2区や4区と言ったようなつなぎの区間ばかり走っていた。しかし、2004年・2005年とまつえレディースハーフマラソンに2連覇を達成、2005年には10000mで31分41秒台と言う大幅自己記録更新や、全日本実業団対抗女子駅伝のエース区間5区で福士加代子に次ぐ区間タイムで走るなど、チームの将来のエースらしき成長が窺える。
名将・鈴木秀夫監督のもと、土佐と渋井陽子に続く第3の名マラソンランナーとして、2007年3月の名古屋国際女子マラソンへ初めてフルマラソンに出走。レース序盤からスローペースの先頭集団についていき、終盤まで優勝を争った。惜しくも38Km過ぎで脱落となったが、2時間29分34秒の4位でゴールとなった。
2008年1月の大阪国際女子マラソンへ、2度目のフルマラソンに出走。序盤からハイペースで突っ走った、初マラソンの福士加代子にはつかずに2位集団で待機する。その後大平はレース後半に追い上げ、35Km付近で終盤極端に失速した福士をかわして、自己ベストの2時間26分09秒の4位でゴール。しかし大阪国際の日本人トップは2位の森本友だったため、大平の北京オリンピック女子マラソン代表への有力候補にはならなかった。
2009年1月の大阪国際女子マラソンへ、3度目のフルマラソンに出走。優勝を果たした同僚・渋井陽子の、レース中盤でのロングスパートにはついていけなかったものの、2時間27分08秒の4位でゴール。それまで大平のフルマラソンの成績は、初マラソンから3大会連続で4位であった。
2009年11月、記念すべき第1回の横浜国際女子マラソンに出走。30Km辺りまでは先頭集団についていき、その後集団がばらけてからも上位争いに加わっていたが、2時間30分22秒の5位に留まった。2010年1月、自身地元の愛媛マラソンにゲストランナーとしてオープン参加、2時間37分台で完走（公式記録・順位は無し）。
コースが新しくなった2011年1月の大阪国際女子マラソンへ出走したが、体調不良の影響で15Km手前で先頭集団から脱落。苦しいレースの中なんとか完走は果たしたが、2時間40分18秒の12位に終わった。同年2月、東京マラソン2011に一般参加で出場、2時間34分46秒の11位。この東京マラソンを最後に現役引退を表明、同年3月に三井住友海上の陸上競技部を退部した。
2011年12月のホノルルマラソンに出場。3時間58分41秒、女子の部231位。

## 関連人物
- 土佐礼子
- 渋井陽子
- 市河麻由美
- 大山美樹
- 橋本歩
- 山下郁代